# Nueva Villa de las Torres
Nueva Villa de las Torres (appelée Villanueva de las Torres jusqu'en 1916 et Nuevavilla de las Torres de 1916 à 1991) est une commune de la province de Valladolid dans la communauté autonome de Castille-et-León en Espagne.

## Sites et patrimoine
- Église Nuestra Señora del Castillo
- Chapelle del Cristo